# シャントレギュレータ
シャントレギュレータ (Shunt regulator) は、電圧を一定にする電圧レギュレータの一種。リファレンス電圧作成用および電圧降下発生用の抵抗器とともに使う。基準電圧としての用途が多いことから、シャント電圧リファレンスとも呼ばれる。
テキサス・インスツルメンツのTL431、ナショナル セミコンダクターのLM385が有名な製品である。

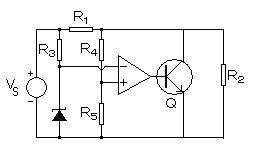
オペアンプを用いたシャントレギュレータ

## 仕組み
電源とグランドを抵抗分圧して得られた外部基準電圧の変化をレギュレータ内の固定基準電圧回路とエラーアンプで比較検出して、その出力で負荷と並列に接続されたトランジスタ（シャントトランジスタ = 分流トランジスタ)を制御して電流を加減し、電源に直列に接続した抵抗器で電圧降下を起こすことで出力電圧を安定化させる。
内部基準電圧の電位はシャントレギュレータの品種によって異なる。この内部基準電圧と電源を分圧して作った外部基準電圧が同一になるように、エラーアンプは動作する。エラーアンプの出力にはトランジスタのベースが接続されている。
出力電圧と外部基準電圧が負荷変動などで内部基準電圧より下がると、エラーアンプの出力に接続されたトランジスタのベース電位が下がり、トランジスタのコレクタ電流も下がる。
逆に外部基準電圧が内部基準電圧より上がると、エラーアンプの作用でトランジスタのベース電位が上昇し、コレクタ電流が増加する。
結果として電源に直列に接続された抵抗器にはいつも同じだけ電流が流れ、したがって同じだけ電圧降下が発生して電圧は安定化される。この抵抗器にはいつも比較的大電流が流れるため、十分に電力容量の大きなものを使用する必要がある。
シャントレギュレータはトランジスタに類似する外装で、アノード・カソード・リファレンスの3端子を持つ。内部では、シャントトランジスタのコレクタがアノード、同エミッタがカソード、エラーアンプの正相入力がリファレンス端子となっている。リファレンス端子を分圧点、アノードを+電源、カソードをグランドに接続し、負荷はアノード-カソード間と並列に接続する。
出力電圧が固定のものもあり、この場合はリファレンス端子が無いため2端子または1ピンがNC(未使用)となった3端子となる。電圧可変型のシャントレギュレータでも、リファレンス端子を+電源に接続すれば内部基準電圧と同じ出力電圧の固定電圧シャントレギュレータとして使用できる。

## 長所と短所
シャントレギュレータは、電源に対する負荷を一定にすることで電源電圧を安定化する。このため無負荷時にも最大負荷時と同じだけ回路電流が流れ、電源回路としての効率は非常に悪くなる。このため単体で大電流を扱う用途には使用されない。しかし、出力電圧の精度が高いため基準電圧源としてよく利用される。また、負荷からの電圧印加にある程度対応することができる。